# José Félix Parra
José Félix Parra Cuerda (* 16. Januar 1997 in Ossa de Montiel) ist ein spanischer Radrennfahrer.

## Sportlicher Werdegang
Als Junior fuhr Parra für Bei den Junioren fuhr Parra im Team der Contador Foundation, das auf Initiative von Alberto Contador gegründet wurde. Nach dem Wechsel in die U23 wurde er Mitglied im Team Lizarte, das seit der Saison 2020 das Nachwuchsteam der Equipo Kern Pharma ist.  
Aufgrund der Verbindung vom Team Lizarte mit Kern Farma wechselte Parra zur Saison 2020 zum heutigen UCI ProTeam Equipo Kern Farma. In der Saison 2021 erzielte er seinen ersten Erfolg auf der UCI Europe Tour, als er die vierte Etappe und die Gesamtwertung der Tour Alsace gewann. 2022 nahm er mit der Vuelta a España erstmals an einer Grand Tour teil und beendete diese als Bester seines Teams auf Platz 26. 2024 konnte er mit dem Gewinn der letzten Etappe der Alpes Isère Tour einen weiteren Sieg seinem Palmarès hinzufügen. 

## Erfolge
2021
- Gesamtwertung und eine Etappe Tour Alsace

2024
- eine Etappe Alpes Isère Tour

## Grand-Tour-Platzierungen
| Grand Tour            | 2022 | 2023 | 2024 |
| --------------------- | ---- | ---- | ---- |
| Giro d’ItaliaGiro     | –    | –    | –    |
| Tour de FranceTour    | –    | –    | –    |
| Vuelta a EspañaVuelta | 26   | –    | 17   |